# Elvis Costello
Declan Patrick MacManus (Londres, 25 de agosto de 1954), más conocido artísticamente como Elvis Costello, es un músico, cantante y compositor británico.
Se inició en la escena pub rock londinense a mitad de los 70 desde donde vio llegar como observador privilegiado la new wave y el punk, movimientos con los que se asoció.
La revista Rolling Stone lo reconoció en el 2012 como uno de los 100 mejores artistas de todos los tiempos, ubicándolo en el puesto 80.

## Biografía
En 1975 McManus llevaba una aparente vida convencional, casado y con hijo, y empleándose en diferentes trabajos administrativos. No obstante, componía y movía sus maquetas hasta que la independiente Stiff Records le contrató; Jack Riviera, director del sello, le propuso una identificación artística más sugerente, combinando el nombre de Elvis Presley y su apellido materno: Elvis Costello ya era una realidad.
El disruptivo 1977 marca la carrera de Costello: a su fichaje por Stiff a inicios de año, le sigue la edición de su primer sencillo Less than zero en abril, y de "Alison" en marzo, debutando en larga duración en verano con My aim is true, con un significativo éxito de críticas y un moderado éxito comercial (puesto 14 en el Reino Unido, entrando en el Top40 en Estados Unidos). La portada con un Costello con Fender Jazzmaster en ristre, enormes gafas de pasta, piernas en cuña embutidas en pantalón pitillo, ecos estéticos al punk y a Buddy Holly y pose desafiante era una declaración de intenciones. 
La banda que acompañó la grabación fueron los americanos Clover, conjunto que en aquella época practicaba el country-rock y que con el tiempo parte del mismo se convertiría en Huey Lewis and The News: ese mismo verano, Costello reclutó a lo que sería su banda estable, The Attractions, formada por Steve Nieve al piano, Bruce Thomas al bajo y Pete Thomas a la batería. El otoño participaría en la Stiff Live Package, con otros grupos del sello como Ian Dury, Wreckless Eric y Nick Lowe. A final de año Jack Riviera deja Stiff para fundar Radar Records a donde se llevaría a Lowe y Costello, publicando su último sencillo Watching the detectives (grabado con el bajista y batería de Graham Parker and The Rumours) a final de año.

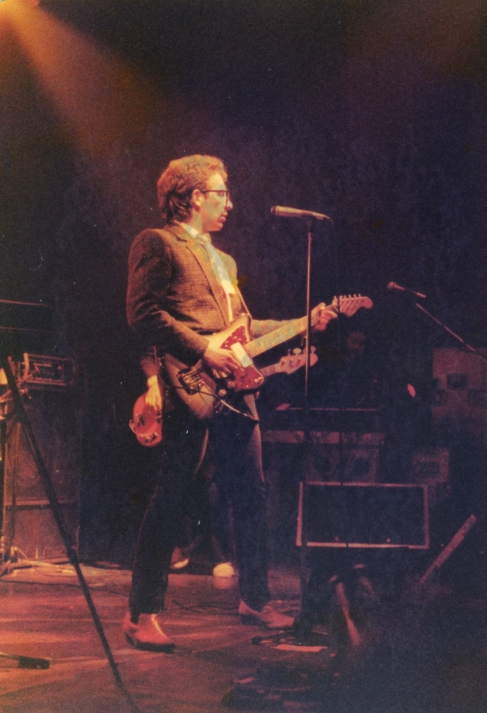
Elvis Costello, 1979.

En los dos años siguientes publicó con el nuevo sello y la nueva banda This Year's Model', otra colección de singles como fue el su debut, con un estilo igual de urgente e intenso pero más crudo y directo, acaso fruto de la escena punk vigente y desligado del pub-rock setentero y músicos de country-rock con los que grabó My aim is true y Armed Forces. Con este último álbum pretendería y alcanzaría un reconocimiento comercial más amplio (el álbum y primer single Oliver's Army lograría el número dos de las listas británicas, mientras que el álbum entraría en el Top10 Estados Unidos, no así ninguno de sus singles). Armed Forces es un disco más complejo y variado musicalmente, tanto en tiempos, estilos y orquestación, igual de irónico y quizá más trabajado en cuanto a letras, y deja entrever lo que será la carrera posterior del Costello maduro de las siguientes décadas.
Costello cierra los setenta como productor, dejando su impronta en el disco debut y homónimo de The Specials. Son conocidas sus incursiones en el mundo de la música clásica como es el caso de sus obras "The Juliette Letters" y "Il Sogno". En 1999, participa en el multitudinario festival de Woodstock, dando un emotivo show en ese caótico festival.
Elvis Costello se casó con Diana Krall en diciembre de 2003 y tuvieron dos hijos gemelos el 6 de diciembre de 2006 en Nueva York, Dexter Henry Lorcan y Frank Harlan James.
En 2008 Costello presentó un programa de televisión llamado Elvis Costello with... (Elvis Costello con...), coproducido por CTV (Canadá), Channel 4 (UK) y Sundance Channel (USA). El programa desarrollaba entrevistas en profundidad a miembros destacados del negocio musical. Su primer invitado fue Elton John. El espacio televisivo tenía fines benéficos, para recaudar dinero en la lucha contra el sida en África.

## Discografía

### Álbumes de estudio y en directo
| Título                         | Fecha original de publicación | Nombre Artístico usado                                     | Discográfica                     |
| ------------------------------ | ----------------------------- | ---------------------------------------------------------- | -------------------------------- |
| My Aim Is True                 | 22 de julio de 1977           | Elvis Costello                                             | Stiff Records/Columbia Records   |
| This Year's Model              | 17 de marzo de 1978           | Elvis Costello and The Attractions                         | Radar Records/Columbia Records   |
| Armed Forces                   | 5 de enero de 1979            | Elvis Costello and The Attractions                         | Radar Records/Columbia Records   |
| Get Happy!!                    | 15 de febrero de 1980         | Elvis Costello and The Attractions                         | F-Beat Records/Columbia Records  |
| Trust                          | Enero de 1981                 | Elvis Costello and The Attractions                         | F-Beat Records/Columbia Records  |
| Almost Blue                    | 23 de octubre de 1981         | Elvis Costello and The Attractions                         | F-Beat Records/Columbia Records  |
| Imperial Bedroom               | 2 de julio de 1982            | Elvis Costello and The Attractions                         | F-Beat Records/Columbia Records  |
| Punch the Clock                | 5 de agosto de 1983           | Elvis Costello and The Attractions                         | F-Beat Records/Columbia Records  |
| Goodbye Cruel World            | 18 de junio de 1984           | Elvis Costello and The Attractions                         | F-Beat Records/Columbia Records  |
| King of America                | 21 de febrero de 1986         | The Costello Show and The Confederates and The Attractions | Demon Records/Columbia Records   |
| Blood and Chocolate            | 15 de septiembre de 1986      | Elvis Costello and The Attractions                         | Demon Records/Columbia Records   |
| Spike                          | 6 de febrero de 1989          | Elvis Costello                                             | Warner Bros.                     |
| Mighty Like a Rose             | 10 de mayo de 1991            | Elvis Costello                                             | Warner Bros.                     |
| G.B.H. (banda sonora)          | Julio de 1991                 | Elvis Costello with Richard Harvey                         | Demon Records                    |
| The Juliet Letters             | 15 de enero de 1993           | Elvis Costello with The Brodsky Quartet                    | Warner Bros.                     |
| Live at the El Mocambo         | 12 de octubre de 1993         | Elvis Costello and The Attractions                         | Rykodisc                         |
| Brutal Youth                   | 8 de marzo de 1994            | Elvis Costello                                             | Warner Bros.                     |
| Kojak Variety                  | 9 de mayo de 1995             | Elvis Costello                                             | Warner Bros.                     |
| Deep Dead Blue                 | 14 de agosto de 1995          | Elvis Costello with Bill Frisell                           | Warner Bros./Nonesuch            |
| Jake's Progress (banda sonora) | 6 de noviembre de 1995        | Elvis Costello with Richard Harvey                         | Demon Records                    |
| All This Useless Beauty        | 14 de mayo de 1996            | Elvis Costello and The Attractions                         | Warner Bros.                     |
| Costello & Nieve               | 13 de diciembre de 1996       | Elvis Costello with Steve Nieve                            | Warner Bros.                     |
| Terror & Magnificence          | 13 de mayo de 1997            | Elvis Costello with John Harle                             | Argo Records                     |
| Painted from Memory            | 29 de septiembre de 1998      | Elvis Costello with Burt Bacharach                         | Mercury Records/Polygram Records |
| The Sweetest Punch             | 29 de septiembre de 1998      | Elvis Costello with Bill Frisell                           | Universal Music Group            |
| For the Stars                  | 10 de abril de 2001           | Elvis Costello with Anne-Sofie von Otter                   | Deutsche Grammophon              |
| When I Was Cruel               | 23 de abril de 2002           | Elvis Costello and The Imposters                           | Island Records                   |
| North                          | 23 de septiembre de 2003      | Elvis Costello                                             | Deutsche Grammophon              |
| The Delivery Man               | 21 de septiembre de 2004      | Elvis Costello and The Imposters                           | Lost Highway Records             |
| Il Sogno                       | 21 de septiembre de 2004      | Elvis Costello                                             | Deutsche Grammophon              |
| Piano Jazz                     | 12 de julio de 2005           | Elvis Costello with Marian McPartland                      | Jazz Alliance                    |
| My Flame Burns Blue            | 28 de febrero de 2006         | Elvis Costello                                             | Deutsche Grammophon              |
| The River in Reverse           | 6 de junio de 2006            | Elvis Costello with Allen Toussaint                        | Verve Forecast                   |
| Momofuku                       | 6 de mayo de 2008             | Elvis Costello & The Imposters                             | Lost Highway                     |
| Secret, Profane & Sugarcane    | 2 de junio de 2009            | Elvis Costello                                             | Hear Music                       |
| National Ransom                | 2 de noviembre de 2010        | Elvis Costello                                             |                                  |
| Wise Up Ghost                  | 17 de septiembre de 2013      | Elvis Costello & The Roots                                 | Blue Note Records                |
| Look Now                       | 12 de octubre de 2018         | Elvis Costello & The Imposters                             | Concord Records                  |
| Hey Clockface                  | 30 de octubre de 2020         | Elvis Costello                                             | Concord Records                  |
| Spanish model                  | 10 de septiembre de 2021      | Elvis Costello & The Attractions                           | Concord Records                  |
| The Boy Named If               | 14 de enero de 2022           | Elvis Costello & The Imposters                             | EMI                              |

### Álbumes recopilatorios
- Taking Liberties

noviembre 1980
- Ten Bloody Marys & Ten How's Your Fathers

noviembre de 1980
- The Man – The Best of Elvis Costello

abril de 1985
- The Best of Elvis Costello & The Attractions

1985
- Out of Our Idiot

diciembre de 1987
- Girls Girls Girls

octubre de 1989
- The Best of Elvis Costello and the Attractions

1990
- The Very Best of Elvis Costello and The Attractions 1977–86

octubre de 1994
- Extreme Honey

octubre de 1997
- The Very Best of Elvis Costello

septiembre de 1999
- Cruel Smile

octubre de 2002, (Elvis Costello and The Imposters), Universal Music Group
- The Best of Elvis Costello: The First 10 Years

mayo de 2007
- Rock and Roll Music

mayo de 2007
- Pomp & Pout: The Universal Years

agosto de 2010
- In Motion Pictures

noviembre de 2012
- Unfaithful Music and Soundtrack Album

octubre de 2015

### Sencillos
- 2020: No Flag
- 2020: Hetty O'Hara Confidential

## Premios y distinciones
Óscar
| Año  | Categoría              | Canción        | Película      | Resultado |
| ---- | ---------------------- | -------------- | ------------- | --------- |
| 2004 | Mejor canción original | «Scarlet Tide» | Cold Mountain | Nominado  |

## Autobiografía
- Música infiel y tinta invisible. Ediciones Malpaso, 2015.  Archivado el 24 de mayo de 2019 en Wayback Machine.